# Degurić
Degurić (cyr. Дегурић) – wieś w Serbii, w okręgu kolubarskim, w mieście Valjevo. W 2011 roku liczyła 393 mieszkańców.